# Хикэси
Хикэси (яп. 火消) — пожарные бригады, работавшие в Японии в период Токугава и Мэйдзи, а также члены этих бригад.
Японские города были очень подвержены возгораниям из-за того, что основными строительными материалами были дерево и бумага. Пожарные расчищали строения на пути пожара, не позволяя ему перекидываться на соседние здания, тушение водой почти не использовалось из-за низкой эффективности.
Первые пожарные службы были ответственностью даймё, затем после огромного пожара годов Мэйрэки была организована городская пожарная служба, к которой позже присоединились добровольческие пожарные бригады. Все три вида хикэси работали одновременно и конкурировали между собой.

## Предпосылки и техники
Особую опасность пожары представляли для столицы, Эдо (современный Токио), и Нагасаки. Географическое расположение Токио в центре равнины Канто делает зимние месяцы очень пожароопасными: приходящие в это время из Сибири порывы сухого и холодного воздуха не только заставляли местных жителей разводить очаги для обогрева и освещать помещения (масляными лампами), но и облегчали горение, из-за чего две трети пожаров происходило в период с ноября по февраль. Японские дома в то время изготовляли из дерева и бумаги (штукатурить дома могли только даймё и самые богатые торговцы), кровля также была соломенной или деревянной, а черепичные крыши имели только дворцы и некоторые резиденции правящего класса. Быстрый рост населения в столице, Эдо (оно удвоилось с 1640 по 1693 и составило 800 000 человек), и главном портовом городе страны, Нагасаки (выросло с 5000 человек в 1590 году до 64 000 человек в 1696 году), привёл к огромной для того времени скученности. Пожары в Эдо были столь часты, что появилась пословица: «Пожары и драки — цветы Эдо». За 1601—1867 годы в Эдо было зафиксировано 49 крупных пожаров, тогда как в Осаке, где почти все дома были оштукатурены и имели черепичную крышу, в тот же период их было всего 6.
Основным методом борьбы с пожарами был снос ближайших к возгоранию зданий по бокам пожара, позволяя строениям, стоящим по направлению ветра, гореть до начала заливных полей: путь огня таким образом оставался очень узким, хотя и длинным. Хикэси Эдо были наиболее квалифицированными в Японии, они забирались на крышу и уничтожали только самую минимальную часть пожароопасной кровли или стен, в отличие от своих коллег из Осаки, которые полностью сносили здания.
Водяные насосы, рюдосуй, появились в Японии в середине XVIII столетия, но не стали популярны, так как бамбуковые шланги были неудобны в использовании, а напора воды было достаточно только для того, чтобы вода лилась слабой струёй. Горожане больше верили «сухому» пожаротушению и использовали насосы лишь для того, чтобы облить облачённых в хлопковые куртки хикэси перед началом пожаротушения, а носильщики насосов получали лишь половину жалования носильщика матои. В то же время самурайские компании стали использовать «мокрое» пожаротушение с насосами, и раздевались до нижнего белья перед тем, как начать работу. Историки отмечают, что особенности застройки японских городов делают сухое пожаротушение с частичным сносом зданий более эффективным, чем использование воды.
- Гравюра Утагавы Хиросигэ с изображением фестиваля пожарных Дэдзомэсики[яп.]
- Великий пожар на мосту Рёгоку
- Ручной насос-рюдосуй
- Японские водяные огнетушители

## Пожарные бригады даймё
Система пожаротушения в токугавской Японии до середины XVII столетия опиралась на организационные способности даймё: они набирали временные пожарные бригады и лично контролировали их работу. Токугавские города были прежде всего крепостями с военным лагерем, их власти не очень заботило благополучие простого населения, а пожары они считали последствием недостаточного контроля над горожанами. В Эдо регулярно выходили указы, требовавшие от каждого квартала строить вышку и выставлять стражу, а также организовывать обход квартала по ночам; в 1742 году сёгун постановил заключать под арест до 30 дней хозяев домов, в которых начался пожар, распространившийся к соседям; веком позже было введено такое же наказание за неучастие в тушении пожара. Законодательно запрещалось зажигать свечи на втором этаже, жителям было запрещено иметь ванные комнаты (они должны были посещать общественные бани), баням и предприятиям общепита предписывалось тушить очаги в шестом часу вечера, а в особенно ветреные дни горожанам было запрещено покидать дома: они должны были следить за тем, чтобы их дом случайно не загорелся.
Многие пожары начинались с поджога; по оценкам 1870-х годов поджигатели начали 40—50 процентов пожаров в Токио. Мотивы поджигателей включали избавление от долгов, субсидии на восстановление жилья и рабочие места на стройках. Токугавские власти жестоко преследовали поджигателей, пытали обвиняемых и устраивали публичные казни, хотя тот факт, что примерно половина казнённых принадлежала к низшему сословию хинин, либо были бродягами, позволяет предполагать, что не менее важной целью властей было поддержание социальной иерархии. Вместе с этим сёгунат укреплял своё положение, раздавая деньги и еду пострадавшим. Поджоги были настолько неодобряемым действием, что обвинения в них стали эффективной формой шантажа: на ворота или двери дома помещали табличку или заметку, сообщавшую, что там живут поджигатели, эти «объявления» назывались «хифуда» или «касацу».

## Постоянная пожарная служба
После Великого пожара Мэйрэки 1657 года, уничтожившего бо́льшую часть Эдо, сёгунат занялся пожарной безопасностью города. Новый план застройки Эдо требовал отделять группы кварталов друг от друга широкими улицами хиёкэти и хирокодзи, защищавшими от распространения огня. Помимо временных бригад хикэси, подконтрольных даймё, появились и постоянные городские бригады хикэси, работавших сообща с даймё-бикэси, но прежде всего защищавших от пожара замок Эдо. Это была первая в мире постоянная пожарная служба; второй была пожарная служба Лондона, возникшая после пожара 1666 года.
Дзё-бикэси делились на компании, их начальниками были десять непосредственных вассалов сёгуна. Помимо этого появились десятки независимых добровольческих пожарных компаний мати-бикэси, в которые вступали простые горожане.
В бригады хикэси также входили специалисты по скоростному сносу зданий, тоби (яп. 鳶, букв. «коршуны»), набранные из гильдий строителей и кровельщиков, которые забирались по приставным лестницам на горящий дом и уничтожали его крышу баграми-тобигути, предотвращая разрастание пожара. Эта техника была эффективна только с небольшими пожарами, но она продолжала использоваться до 1880-х годов. Техники скоростного строительства и сноса зданий пожарными-тоби были усвоены строительными компаниями, а тоби учились у строителей.
Среди хикэси также были и другие специалисты: хасиго-моти носили лестницы; матои-моти несли матои, особые вымпелы, которые поднимали вблизи горящих зданий, чтобы установить своё первенство на месте происшествия; хирабито были на подхвате. Матои состоит из шеста, на котором укреплено множество полосок бумаги или ткани, а также эмблема пожарной бригады.
- Пожарные багры-тобигути
- Матои разных пожарных бригад, 1856 год
- Другой каталог матои
- Пожарные начала XX века с матои
- Мати-бикэси Эдо, Утагава Ёсицуна

## Добровольческая пожарная служба
В 1700 году население Эдо достигло миллиона человек, он стал крупнейшим городом мира. В 1718 году добровольческие компании мати-бикэси получили официальный статус. Компаниям были присвоены порядковые номера по Ирохе (всего их было 47), у каждой из них также была собственная эмблема, которую наносили на матои. Формально компании, которыми управляли самураи, должны были тушить только пожары в самурайских кварталах, а городские — в кварталах простого люда, однако на практике это разделение было невозможно соблюдать, и компании конкурировали между собой. В 1747 году именно городские компании первыми получили призыв тушить пожар в замке Эдо, что стало официальным подтверждением их более высокого статуса.
Компании делили своих работников на шесть разрядов; все они получали небольшое жалование, которого при этом было недостаточно для постоянного найма, так что пожарным приходилось подрабатывать на стройках или искать себе патронов. При этом хикэси считались героями, а тоби получали наибольшую зарплату среди городских подёнщиков. После пожаров богатые владельцы уцелевших домов одаривали тушившие возгорание бригады бочками саке и деньгами, из-за чего хикэси торопились укрепить на пожарищах свои матои. Случались и драки между бригадами, и вымогательство: во время пожара в Канде 1881 года прибывшие на место возгорания хикэси требовали пообещать им деньги вперёд. Хикэси обычно принадлежали к низшим социальным классам и славились своенравностью. В начале XIX века пожарные могли даже намеренно снести здание, с владельцем которого у них были плохие отношения, или специально нагнать на него огонь. Самурайские пожарные команды во время возгораний в кварталах простолюдинов были заняты исключительно тем, чтобы не допустить распространения огня на «свои» здания: они забирались на крыши зданий и отгоняли летящие в их сторону искры огромными веерами.

## Послевоенная Япония
В послевоенной Японии хикэси заменила постоянная пожарная служба. Матои продолжают использоваться на праздниках как украшения.
Работа хикэси детально показана в короткометражном анимационном фильме Кацухиро Отомо Combustible (яп. 火要鎮 хи но ё:дзин) из сборника Short Peace.

### Комментарии
1. ↑  Рекламные вымпелы пожарных команд. См. ниже
2. 1 2 3 4  В сложных словах из-за фонетического явления рэндаку часть «-хикэси» может звучать как «-бикэси»
3. ↑  И то лишь до тех пор, пока торговцам это не запретили власти
4. ↑   (яп. 火事と喧嘩は江戸の華 кадзи то кэнка ва эдо но хана)
5. ↑  Рекламные вымпелы пожарных команд. См. ниже
6. ↑   (яп. 大名火消し даймё бикэси[b])
7. ↑   (яп. 無宿 мусюку)
8. ↑   (яп. 火札)
9. ↑   (яп. 定火消 дзё:бикэси[b])
10. ↑   (яп. 組 куми)
11. ↑  [b] (яп. 町火消)
12. ↑  тобигути (яп. 鳶口)
13. ↑   (яп. 梯子持)
14. ↑   (яп. 纏持)
15. ↑   (яп. 纏)
16. ↑   (яп. 平人)

### Сноски
1. 1 2  Sand, 2012, p. 44.
2. 1 2 3 4  Matsukata, 2013, p. 172.
3. 1 2 3 4 5  Cunningham, 2004, p. 13.
4. 1 2  Matsukata, 2013, p. 173.
5. ↑  Sand, 2012, p. 45.
6. 1 2  Sand, 2012, p. 55.
7. 1 2 3 4 5 6 7 8  Matsukata, 2013, p. 179.
8. 1 2  Sand, 2012, p. 56.
9. ↑  Sand, 2012, p. 56—57.
10. 1 2  Sand, 2012, p. 57.
11. 1 2 3  Sand, 2012, p. 46.
12. 1 2 3 4  Sand, 2012, p. 47.
13. 1 2  Sand, 2012, p. 52.
14. 1 2 3 4 5 6 7 8  Sand, 2012, p. 53.
15. ↑  Sand, 2012, p. 53—54.
16. ↑  Sand, 2012, p. 54—55.
17. 1 2 3 4  Sand, 2012, p. 54.